# 설탕

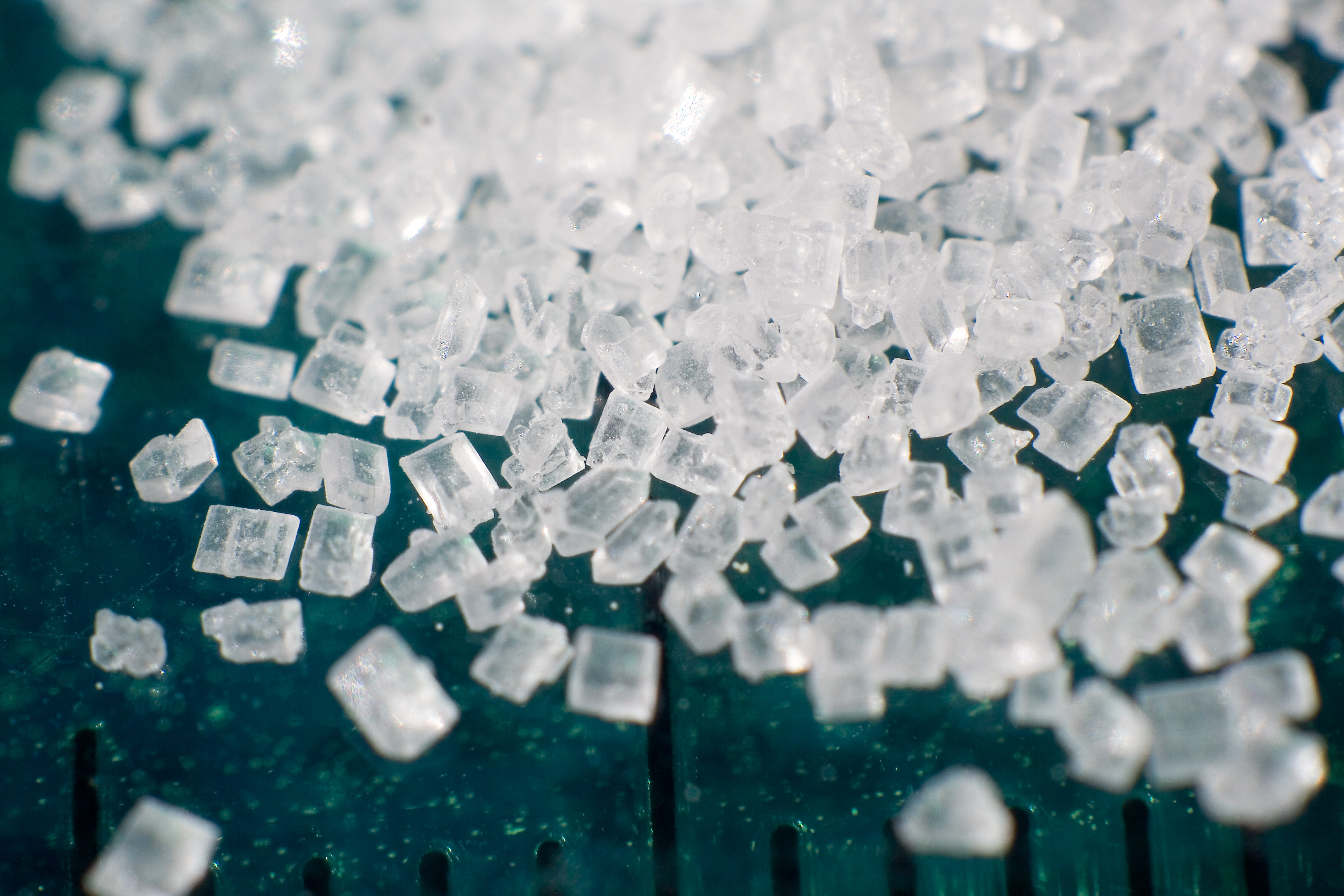
가장 흔한 설탕인 수크로스 결정을 확대한 사진.

설탕(屑糖·雪糖, 문화어: 사탕가루, 영어: sugar)은 사탕수수나 사탕무에서 얻은 원당을 정제공장에 투입하여 만든 감미료로, 수크로스(자당)를 주성분으로 하고 있다. 다양한 종류의 음식에 널리 쓰이며 특히 과자나 빵에는 반드시 쓰인다. 세계를 움직여온 세계상품 중 첫 사례가 설탕이다. 그래서 16세기에서 19세기에 걸쳐 전세계의 정치가들과 실업가들은 설탕의 생산권 확보와 그 유통의 장악 문제를 놓고 온갖 지혜를 짜내느라 고심했다. 그 결과, 브라질이나 카리브 해의 섬들에 사탕수수 생산을 위한 대농장, 즉 플랜테이션들이 만들어졌다.
당이란, 식용 결정체이고 단맛을 내는 수크로스(설탕, 자당), 락토스(젖당), 프럭토스(과당) 등의 물질들을 지칭하는 비공식적인 용어이다. 음식에서 당이라 함은 거의 확실하게 사탕수수와 사탕무에서 얻어지는 설탕을 지칭한다. 다른 당들도 음식 산업계에서 사용되지만 그들은 보통 글루코스(포도당)나 프럭토스(과당)과 같은 특별한 이름으로 불린다.
과다한 설탕의 복용은 2형 당뇨병, 비만, 그리고 충치 같은 질병의 발생률을 높인다. 각국마다 설탕의 사용량은 차이가 있다. 전세계적으로 브라질은 가장 높은 일인당 '생산량'을, 인도는 가장 높은 일인당 '소비량'을 보인다.
이러한 이유로 정제당은 섭취할 필요성이 매우 적겠다.

## 역사
설탕은 아대륙에서 오래전부터 만들어져 왔다. 처음에는 많지도 싸지도 않았다. 오히려 꿀이 세계 여러 곳에서는 더 많이 쓰였다. 기원전 4세기경 인도 정복 중, 알렉산더 대왕은 "인도에는 벌이 없어도 꿀을 만들 수 있는 식물이 있다"는 말을 했다고 한다.
원래 사람들은 사탕수수를 씹어서 그 단맛을 빨아먹었다. 인도 사람들은 서기 350년경의 굽타왕조 때에 설탕을 어떻게 결정화하는지 알아냈다. 사탕수수는 원래 열대 남아시아와 동남아시아에서 전해져왔다. S. barberi같은 경우는 인도에서, S.edule과 S. officinarum은 뉴기니아에서 전해졌는데, 이처럼 각각 다른 종들은 다른 지역에서 전해 내려왔다.
하지만 설탕은, 인도 사람들이 사탕수수물에서 저장과 수송이 용이한 형태의 사탕 결정을 만들어 내는 방법을 알아내기 전까지는, 비교적 중요하지 않게 여겨지고 있었다. 결정화된 설탕은 굽타왕조 때에 발견되었다. 버터와 설탕의 명백한 소비자들인 인도의 뱃사람들은 다양한 무역경로로 옮겼다. 여행하는 불교의 중들은 설탕 결정 방법을 중국에 소개했다. 
북인도의 하르샤가 지배하는 동안(606~647), 중국의 당나라로 파견된 인도의 외교 사절단은 당태종(626~649)이 관심을 보인 후에 사탕수수 재배법을 가르쳤다. 그리고 곧 중국은 7세기에 첫 번째 사탕수수 재배를 성공했다. 중국의 서류들은, 서기 647년에 설탕 정제법을 익히기 위해 파견된, 적어도 두 번의 사절단이 있었음을 보여 준다. 중앙아시아와 중국을 포함하는 남아시아에서 설탕은 중요한 음식과 후식의 재료가 되었다.
10세기경부터 이집트에서 사탕수수를 재배하기 시작했으며, 13세기 말에 키프로스로 사탕수수가 전래되었다. 15세기말에 마데이라, 아조레스, 카나리이 제도에서 재배가 이루어지기 시작했다. 브라질과 서인도제도에는 1520년 경에 전래되어 16세기 후반에는 사탕수수 재배가 본격적으로 이루어졌다. 16세기까지만 해도 설탕은 일부 유산층에서만 맛볼 수 있는 고가의 조미료나 사치품으로 취급되었으나 17세기 후반 부터는 생산량이 크게 증가하여 점차 중산층에서도 이용할 수 있는 품목이 되었다.
사탕수수 재배와 설탕 가공은 중노동에 해당했고 이에 필요한 노동력은 16세기 전반기부터 아메리카 대륙으로 유입되기 시작한 아프리카 흑인 노예들로 충당되었기에 노예무역이 활성화되었다.

### 한국
1953년 제일제당이 한국 최초로 설탕을 생산하기 시작했다.

## 설탕이 만들어지는 방식

### 사탕수수
사탕수수의 줄기를 세세하게 부스러뜨려 즙을 짜고 그 즙의 불순물을 침전시키고 액체를 꺼내 끓임으로써 결정을 만든다. 전통적으로는, 굴 껍질을 구워 부스러뜨려 침전시키는 경우도 있다. 끓여서 만든 결정과 결정이 되지 않은 용액(당밀)의 혼합물을 원심 분리기에 걸치고, 정제하지 않은 설탕을 만든다. 정제하지 않은 설탕의 표면을 당밀로 씻은 다음, 한 번 더 원심 분리기에 걸치고, 결정과 당밀을 분리한다. 그 결정을 따뜻한 물에 녹이고 불순물을 없앤 뒤에 당액으로 만든다. 이것을 끓이고 결정을 만들어 내서 진공 상태에서 당액을 농축시킨다. 결정이 올라오면 다시 원심 분리기에 걸치고 이로써 만들어진 결정이 설탕이 되는 것이다.
사탕수수가 바이오 에탄올의 원료로 사용되는 추세이기 때문에 설탕 가격이 오르는 중이다.

### 사탕무
사탕무의 뿌리를 채로 썰어서 따뜻한 물에 담그고 당분을 녹이고 그 당액을 끓여서 여과하고 불순물을 없애서 진공 상태에서 당액을 농축시켜 결정을 만들어서 원심 분리기에 걸쳐 나타난 결정이 설탕이 된다.

## 대체 감미료
설탕 대체 감미료는 칼로리가 적거나 없는 감미료로, 다이어트와 혈당 관리에 유용하다. 대표적인 감미료로는 스테비아, 에리스리톨, 아스파탐 등이 있다. 이러한 감미료들은 설탕보다 단맛이 강하면서도 혈당 수치에 미치는 영향이 적어 건강 관리에 도움이 된다.
스테비아 : 스테비아는 식물에서 추출한 천연 감미료로, 칼로리가 없으며 혈당 수치에 영향을 미치지 않는다.
에리스리톨 : 에리스리톨은 당알코올의 일종으로, 칼로리가 거의 없고 소화기관에서 흡수되지 않아 혈당 수치에 영향을 미치지 않는다.
아스파탐 : 아스파탐은 인공 감미료로, 칼로리가 거의 없고 설탕보다 200배 이상의 단맛을 내며, 다양한 식품과 음료에 사용된다.

## 설탕의 형태와 종류
- 함밀당 - 황설탕
- 분밀당 - 비정제 설탕 - 정제당
  - 정제당
    - 차당
    - 가공당 - 각설탕, 얼음 사탕, 가루 설탕
- 기타
  - 메이플 시럽
  - 벌꿀
  - 캐러멜 (설탕 졸임 과자)
  - 달고나
  - 멜론
  - 바나나
  - 엿
  - 식혜
  - 조청
  - 단감
  - 고구마

## 어원
설탕은 어원인 희고 고운 당이라는 설당(雪糖)에서 왔는데, 그 발음이 와전되어 설탕이 되었다.

## 관련 사건
1. 네이멍구 식약감독국, 설탕 2건 부적합[12]
2. 호주뉴질랜드 연방정부, 첨가 유지류 및 당류 표시 구체화 논의[13]
3. 콜롬비아 보건사회보호부, 적당한 설탕 섭취 권고해[14]
4. 전세계 ‘설탕과의 전쟁’ 확대…국내서도 ‘시끌’[15]
5. 스페인, WHO 하루 권장량의 2배 설탕 섭취해[16]
6. ‘GM 미생물’로 만든 설탕 대량 유통[17]
7. 아르헨티나, 설탕 섭취 권고량의 3배 섭취해[18]
8. 미국 Innovative Food Processors, Inc., 금속조각 혼입 가능성으로 설탕 회수[19]
9. 중국 안후이 경찰, 대규모 가짜설탕 밀반입 유통 적발[20]
10. 미국 Domino Foods, Inc., 금속 혼입으로 설탕 회수[21]
11. 대만, 태국산 'NAM JAI 종려당'에서 보존료 함량 규정 부적합 검출[22]
12. 베네수엘라, 불법으로 보관된 정제당 회수[23]

## 같이 보기
- 캐러멜
- 인슐린
- 티아민
- 슈거 크래쉬
- 소금